# Raymond Pons av Toulouse
Raymond Pons av Toulouse, död 944, var regerande greve av Toulouse mellan 924 och 944.